# سانجیو بسکار
سانجیو بسکار (انگلیسی: Sanjeev Bhaskar؛ زادهٔ ۳۱ اکتبر ۱۹۶۳) هنرپیشه، کمدین، فیلم‌نامه‌نویس و صداپیشه اهل انگلستان است. وی از سال ۱۹۹۱ میلادی تاکنون مشغول فعالیت بوده‌است.
از فیلم‌ها یا برنامه‌های تلویزیونی که وی در آن نقش داشته‌است، می‌توان به زوم برابر زوم، خبر داغ، قضیه صفر، گورو، مطلقاً هرچیزی، پدینگتون ۲، جک‌بوتس در وایتهال و دیروز اشاره کرد.